# Chiesa di San Giovanni Crisostomo (Bari)
La Chiesa di San Giovanni Crisostomo è una parrocchia cattolica di rito bizantino di Bari, appartenente all'Eparchia di Lungro.

## Storia
Si tratta presumibilmente della più antica chiesa di Bari, costruita nel periodo di governo bizantino della Thema di Longobardia e dedicata a San Giovanni intorno al 1032. Secondo la leggenda fu il primo luogo di deposizione delle spoglie di San Nicola di Bari
Passò di mano in mano dalla fine del secolo sino al 1955, quando venne acquistata dall'arcidiocesi di Bari e istituita nel 1957 da Enrico Nicodemo come parrocchia di rito orientale: il 7 maggio si terrà la prima divina liturgia.
Nel 1964 la sua giurisdizione viene estesa dalla Sacra Congregazione per le Chiese orientali su tutti i fedeli di rito orientale della Puglia e della Provincia di Matera. La comunità barese di rito bizantino ha origine principalmente dai profughi del Dodecaneso, spesso coniugati con ortodossi e divenuti di rito orientale per quella ragione.
Nello stesso periodo viene sottoposta a restauro, con l'eliminazione degli elementi post-romanici e l'ingrandimento del portale.

## Architettura
L'antica facciata è costruita in conci squadrati in pietra calcarea e termina con una cuspide che viene interrotta a destra da un piccolo campanile: nella chiesa si entra attraverso un portale centrale.
L'interno è a navata unica, con due archi a tutto sesto sulla parete destra: tale elemento fa sospettare che il piano originale dell'edificio fosse di qualche metro più in basso. A sinistra si trovano invece delle lastre di pietra dell'XI secolo.
Aveva originariamente un altare in stile barocco, che è stato sostituito con il cambio di rito della chiesa con un altare quadrato preceduto da un'iconostasi in tre ordini.